# Sam Lidman
Carl Rudolf Samuel (Sam) Lidman, född 17 november 1923 i Adolf Fredriks församling, Stockholm, död 21 september 2012 i Oscars församling, Stockholm, var en svensk författare.

## Biografi
Lidman var son till författarparet Sven Lidman och Brita, ogift Otterdahl. Uppväxten i en predikantfamilj beskrev han som att få växa upp som ett Guds barnbarn, vilket skulle kunnat vara en välsignelse men ofta blir en förbannelse. "Guds barnbarn" är också är titeln på hans andra roman som gavs ut 1957. Han debuterade 1955 med romanen "Tryggare kan ingen vara".
Sam Lidman var stamanställd 1940–1942 varefter han studerade vid Uppsala universitet. Han tog teologisk-filosofisk examen där 1947 och var sedan assisterande sjömanspräst Hull, London och Rotterdam 1947–1948. Han tjänstgjorde vid socialnämnden i Stockholm från 1949, var kamrer vid Sabbatsbergs vård- och ålderdomshem 1959–1970, utbildningssekreterare vid hälso- och sjukvårdsnämndens västra förvaltningsområde från 1971 och därefter sekreterare i västra sjukvårdsområdet 1983–1986. Lidman var även styrelseledamot i Sveriges författarförening 1967–1970.

### Familj
År 1952 gifte Sam Lidman sig med Ulla Appelquist (född 1929), dotter till försäljningschef Gösta Appelquist och Jenny, ogift Skärlund. Paret hade inga barn.
Sam Lidman var bror till Sven Lidman, Eva Berggrén och Bibi Langer samt på faderns sida halvbror till Ulla Lidman-Frostenson.
Sam Lidman är gravsatt i minneslunden på Galärvarvskyrkogården i Stockholm.